# Erik Per Sullivan
Erik Per Sullivan (ur. 12 lipca 1991 w Worcester) – amerykański aktor, znany przede wszystkim z roli Deweya w serialu Zwariowany świat Malcolma.

## Filmografia
- 2000–2006: Zwariowany świat Malcolma – Dewey
- 2001: Joe Dirt – mały Joe Dirt
- 2002: Niewierna – Charlie
- 2003: Gdzie jest Nemo? – Szeldon (głos w wersji angielskiej)
- 2004: Święta Last Minute – Spike Frohmeyer